# 아이크 & 티나 터너
아이크 & 티나 터너(Ike & Tina Turner)는 아이크 터너와 티나 터너의 남편과 아내로 이루어진 팀으로 구성된 미국의 뮤지션 듀오였다. 이 듀오는 한때 "모든 리듬 앤 블루스 앙상블 중에서 가장 섹시하고, 가장 내구성 있고, 가장 폭발적인 그룹"으로 여겨졌다. 1960년부터 1976년까지 16년간 활동하였으며, 1978년 서로 이혼을 신청하면서 자연스레 듀오는 해체수순을 밟았다. 후인 1986년 티나 터너는 자신의 자서전에서 남편에게 가정폭력을 당했다고 폭로했고, 이후 1993년 티나 터너의 인생을 담은 영화 "What's Love Got To Do It?"에서 가정폭력과 관련된 장면이 나오게되었다.
이 듀오는 1991년에 로큰롤 명예의 전당에 헌액되었다.